# Hachiōji (train)
Pour les articles homonymes, voir Hachioji (homonymie).
Le Hachiōji (はちおうじ) est un train express existant au Japon et exploité par la compagnie JR East, qui relie la ville de Tokyo à celle de Hachiōji. Son nom fait référence à la ville de Hachiōji.

## Gares desservies
Le Hachiōji circule de la gare de Tokyo à la gare de Hachiōji en empruntant la ligne principale Chūō. Il ne circule qu'en semaine aux heures de pointe, vers Tokyo le matin et vers Hachiōji le soir.
| Nom des gares |
| ------------- |
| Tokyo         |
| Shinjuku      |
| Tachikawa     |
| Hachiōji      |

## Matériel roulant
Les services Hachiōji sont effectués par des rames série E353, remplaçant les rames E257 qui effectuaient alors les services Chūō Liner.

## Composition des rames
- Série E353 :

| N° de voiture | 4       | 5       | 6       | 7       | 8       | 9     | 10      | 11      | 12      |
| Classe        | Réservé | Réservé | Réservé | Réservé | Réservé | Green | Réservé | Réservé | Réservé |